# العلاقات المصرية الأرجنتينية
العلاقات الأرجنتينية المصرية تشير إلى العلاقات الثنائية بين الأرجنتين ومصر.

## مشروع بدر-2000
بدر-2000 هو مشروع مشترك بين مصر والأرجنتين بتمويل عراقي في 1987-1988، تحت إشراف المشير عبد الحليم أبو غزالة. وقد تم اغتيال ستة مهندسين أرجنتينيين في ضاحية المعادي بالقاهرة في عام 1988. وقد أدت تهمة محاولة تهريب تكنولوجيا كربون - كربون من الولايات المتحدة إلى إقالة عبد الحليم أبو غزالة وإنهاء المشروع.إذ كشفت تقارير صحفية صدرت عام 1987 أغضبت الدول الغربية عن برنامج لتطوير صواريخ طويلة المدى بين الأرجنتين والعراق ومصر باسم كوندور-2 .

## المفاعل النووي التعليمي
أعلنت مصر عن شراء مفاعل نووي تعليمي من الأرجنتين في منتصف عام 1990.